# Caja Nacional de Ahorros
La Caja Nacional de Ahorros fue una institución de ahorro publica chilena. Creada el 27 de agosto de 1910, dejó de existir en 1953 al fusionarse junto con otras instituciones financieras públicas similares en el Banco del Estado de Chile.

## Historia

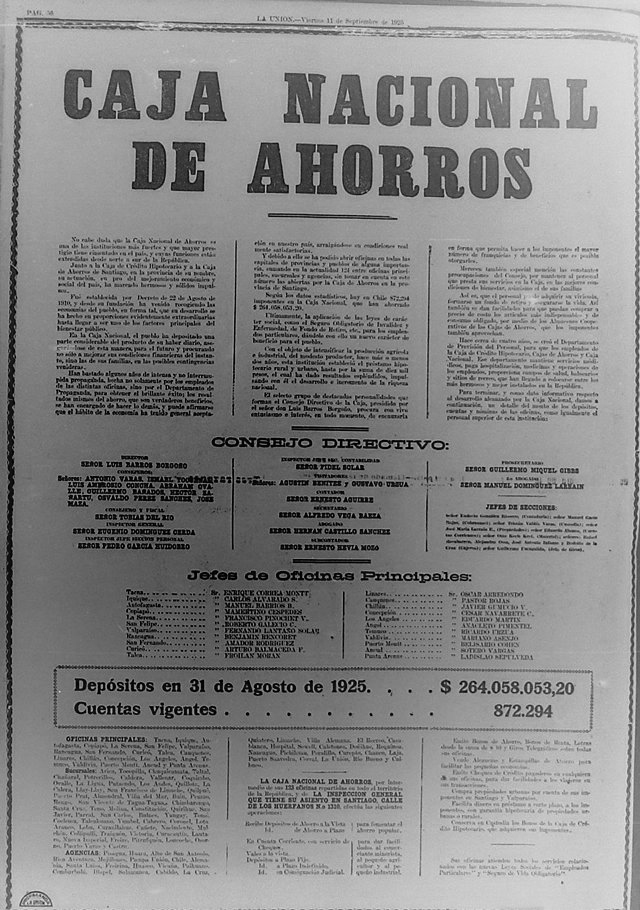
Publicidad de la Caja Nacional de Ahorros en 1925.

Creada por la Ley N.º 2.356 de 1910 que dispuso la fusión de todas las cajas de ahorro existentes a la fecha, salvo la de Santiago, en una sola institución. A esa fecha existían las cajas de ahorros públicas independientes en Valparaíso (1901), Concepción, Iquique (1904), Talca, Chillán, Valdivia, Antofagasta (1905), La Serena, Curicó, Temuco (1907), Punta Arenas (1908), Tacna (1909) y San Felipe (1910), las cuales fueron creadas y administradas, tal como la de Santiago, por la Caja de Crédito Hipotecario.
En 1927 se fusiona con la Caja de Ahorros de Santiago. Esta última institución fue creada en 6 de septiembre de 1884 por iniciativa del ministro Antonio Varas durante el gobierno de Domingo Santa María.
Era administrada por la Caja de Crédito Hipotecario, hasta la promulgación del Decreto con Fuerza de Ley N.º 65 del 30 de marzo de 1931, cuando se transforma en una institución con personalidad jurídica.
En 1932, por el Decreto Ley N.º 102, se crea la Sección de Accidentes del Trabajo, posteriormente separada y creada como un organismo fiscal autónomo el Decreto 1.267 de 1942 con el nombre de Caja de Accidentes del Trabajo.
Entre 1948 y 1952 fue construido el Edificio de la Caja Nacional de Ahorros en pleno Barrio Cívico de Santiago.
El Decreto de Fuerza de Ley 126 de 1953 dispuso su fusión con la Caja de Crédito Hipotecario, la Caja de Crédito Agrario y el Instituto de Crédito Industrial. La Caja Nacional de Ahorros celebró su última sesión el 31 de agosto de 1953, convirtiéndose al día siguiente en el Banco del Estado de Chile.